# Peruvian Vale
Peruvian Vale ist ein Ort auf der Insel St. Vincent im Staat St. Vincent und die Grenadinen. Der Ort liegt an der Südostküste der Insel und gehört zum Parish Charlotte.